# فريا روس
فريا روس (بالإنجليزية: Freya Ross) هي عداءة مراثونية بريطانية، ولدت في 20 سبتمبر 1983 في إدنبرة في المملكة المتحدة.

## وصلات خارجية
- فريا روس على موقع الاتحاد الدولي لألعاب القوى (الإنجليزية)
- فريا روس على موقع ThePowerOf10.info (الإنجليزية)
- فريا روس على موقع الدوري الماسي (الإنجليزية)
- فريا روس على موقع أوليمبيديا (الإنجليزية)
- فريا روس على موقع اللجنة الأولمبية البريطانية (الإنجليزية)
- فريا روس على موقع اتحاد ألعاب الكومنولث (مؤرشف) (الإنجليزية)